# Индивидуальный процесс разработки
Индивидуальный процесс разработки (англ. Personal software process, PSP) — процесс разработки ПО, помогающий разработчикам понимать и улучшать собственную производительность. Создан для применения принципов модели зрелости процессов к практике одного разработчика.
Предоставляет разработчикам описания методов планирования и оценки, показывает как измерять собственную продуктивность и соотносить её с существующим планом.
Термины "Personal Software Process" и "PSP" зарегистрированы и принадлежат Университет Карнеги — Меллон.
Один из основных аспектов PSP — использование накопленной статистики для анализа и улучшения показателей процесса разработки. Сбор статистики включает 4 элемента:
- Скрипты.
- Оценки. Включают 4 основных элемента:
  - Размер — оценка размера для части продукта. Например, количество строк кода (LOC — Lines Of Code).
  - Качество — количество ошибок в продукте.
  - Усилия — оценка времени, требующегося для завершения задачи, обычно записываемое в минутах.
  - Планирование — оценка хода проекта, перемещаемая между планируемыми и завершенными пунктами.
- Стандарты кодирования. Применение стандартов к процессу может обеспечить точные и постоянные данные.
- Формы.

## Цели
PSP помогает разработчикам:
- Улучшить оценку и планирование навыков.
- Управлять качеством проектов.
- Снизить количество ошибок в своих разработках.